# ボカンGoGoGo
『ボカンGoGoGo』（ボカンゴーゴーゴー）は、2001年2月22日にバンプレストが発売したプレイステーション向けレースゲームである。
タイムボカンシリーズ歴代三悪7組（『きらめきマン』関連は隠しキャラ）がドクロベエの指令を受け大レースを行う。

## ストーリー
ドクロベエが、ドロンボーを始めとするタイムボカンシリーズ歴代三悪7組の元へ突然指令を送って来た。その内容は、秘境アナゾンの奥の奥のそのまた奥にあるクタビレゾンの森にある不思議な力を持った花シュヤクノザを使い、悪役新世界を作るため、そのシュヤクノザを献上しろというもの。
シュヤクノザを持ってきた三悪には、ドクロベエが作る悪役新世界の主役の権利を与えると聞き、俄然やる気になる歴代三悪たち。しかし、この情報をオモッチャマが盗み聞きしていたことからヤッターマンたちに情報が伝わる。そしてタイムボカンシリーズ歴代善玉も三悪の野望阻止のために動き出すのであった。
はたして、三悪は善玉の妨害を潜り抜け、主役の座を手に入れられるのか？そして、主役となる三悪はどのチームだろうか？

## ゲームモード
ストーリーモード
歴代7シリーズの3悪の内、1組を選びシュヤクノザ獲得を目指す。
GPモード
1台のマシンと4つのコースを選んで、グランプリ・レースに挑戦する。
VSモード
2つのコントロールを使って対戦する。
タイムアタックモード

ランキング
タイムアタックモードで記録したベストタイムを見ることができる。
オプション
コントローラの設定や、ゲーム中のマシンデータやムービーを観賞できる。

## 登場マシン
3悪はいずれも小原乃梨子、八奈見乗児、たてかべ和也が演じる。
タイムガイコッツ
マージョ一味（マージョ、グロッキー、ワルサー）
スピード:3 ダッシュ:4 グリップ:3
タイムボカンに登場。時間航行可能な栄光の悪玉1号マシン。
ドロンボータンク
ドロンボー一味（ドロンジョ、ボヤッキー、トンズラー）
スピード:4 ダッシュ:2 グリップ:4
ドロンボーが用意したワンダースワン用ソフト『ボカン伝説 ブタもおだてりゃドロンボー』に登場した新型オリジナルマシン。
シャレコウベメカ
アクダマン（ムージョ、トボッケー、ドンジューロー）
スピード:3 ダッシュ:3 グリップ:4
ゼンダマンに登場。頑丈なボディが自慢の時空を駆けるマシン。
アンドロメダマ号α
オジャママン（アターシャ、セコビッチ、ドワルスキー）
スピード:5 ダッシュ:1 グリップ:4
タイムパトロール隊オタスケマンに登場。小型走行用に新開発のスーパービックマシン。
タイムラクーダ
ミレンジョ一味（ミレンジョ、ジュリー・コケマツ、アラン・スカドン）
スピード:1 ダッシュ:5 グリップ:4
ヤットデタマンに登場。バネ走行がポイントのミラクル激走マシン。
シャレコウベバギー
クリーン悪トリオ（ムンムン、コスイネン、キョカンチン）
スピード:5 ダッシュ:3 グリップ:2
逆転イッパツマンに登場。唯一正義に勝利した（？）実力1番のマシン。
デンデンメカ
ヤンヤン一味（ヤンヤン、ダサイネン、トンメンタン）
スピード:2 ダッシュ:3 グリップ:5
イタダキマンに登場。龍神の娘「竜子」の力を宿すマシン。
隠しマシン
ワンダーブル
花の刑事トリオ（ルージュ、ヒエール、オンドレー）
スピード:3 ダッシュ:4 グリップ:3
メカブトン
丹平（声：太田淑子）、淳子（声：岡本茉利）、チョロ坊（声：桂玲子）
スピード:3 ダッシュ:2 グリップ:5
ヤッターワン（ヤッターマン）
ヤッターマン1号（声：太田淑子）、ヤッターマン2号（声：岡本茉利）、ヤッターワン（声：松本保典）、オモッチャマ（声：桂玲子）
スピード:3 ダッシュ:5 グリップ:2
ゼンダライオン（ゼンダマン）
ゼンダマン1号（声：三ツ矢雄二）、ゼンダマン2号（声：不詳） ゼンダライオン（声：山本正之）、アマッタン（声：深森らえる）
スピード:5 ダッシュ:2 グリップ:3
トッタルニャン（きらめきマン）
トッタルニャン（声：木村郁絵）
スピード:2 ダッシュ:4 グリップ:4
CPUのみ使用
オタスケタヌキ（オタスケマン）
オタスケマン1号（声：水島裕）
巨神号（ヤットデタマン）
ヤットデタマン（声：曽我部和恭）、大巨神（声：宝亀克寿）
弾丸ヘッド号（イッパツマン）
イッパツマン（声：松本保典）
カブトゼミ（イタダキマン）
イタダキマン（声：田中真弓）
暴走シュヤクノザ
シュヤクノザが本性を現した形態であり、本作の実質的なラスボス。

## コース
ジュラッキパーク
ゴッタガエシティー
半里の長城
トースター島
ナス湖の湖畔
イマラヤ山脈
ナゼカ平原
ドーセ宮殿
ローストワールド
もー大陸
バラサイユタウン
アリアガラの滝
エドロポリス
マハラヘッタ王国
クタビレゾンの森
ホネオリゾン渓谷

## アイテム

### 路上アイテム
ドクロストーン
マシンをチューンアップする「ポイント」になる。
ダイナモンド
レース中スピードをアップさせる。
ジュジャクの羽
レース中ダッシュをアップさせる。
オシャカパズル
レース中グリップをアップさせる。
命のもと
ターゲットアイテムが出現する。

### ターゲットアイテム
順位が下になると良いアイテムを引きやすくなる。スカが出ると何も起こらない。
スットーブ
コースに置いて、触れるとくっつく時限爆弾。カウントダウン中にライバルマシンに触れることにより移すことも可能。
方向キー上+L1で前方に発射できる。
ばくだん
コースに置いて、触れると爆発する。
方向キー上+L1で前方に発射できる。
プリンメカ
コースに置いて、触れるとマシンがスピンする。
方向キー上+L1で前方に発射できる。
ヒガボーボー
前方3方向に火の玉を発射する。
ガリガリミサイル
ホーミングミサイルを発射する。
スパークラゲ
雷を落とし、すべての敵マシンを攻撃する。
裁判メカ
強力な「おしおき砲弾」を降らせ、すべての敵マシンを攻撃する。
フラジンのランプ
半透明になり、無敵になる。
どうたくメカ
シールドを張る。
スーパーブタ
シールドを張り、効果中急加速がかかる。
デストロンターボ
急加速できる。
タイムウォッチン
時間を止めることができる。
ドタグツメカ
1位の敵マシンに向かって発射する。

## アニメ制作スタッフ
- 監督・コンテ：笹川ひろし
- 演出：工藤進
- 脚本：河内厚典
- OP原画：大久保富彦、工原しげき、佐藤陽子、佐野英敏、高田詩乃、竹内進二、富岡隆司、三浦和也、宮脇千鶴、山下敏成
- 作画監督：加野晃
- ゲーム版メカ設定：鉄羅紀明
- 動画：スタジオ・アド、きのプロダクション、韓一動画
- 動画チェック：桐山和子
- 色指定：北爪英子
- 仕上：カラーセンター、スタジオ・アド、韓一動画
- 検査：北爪英子、米原純子
- 特殊効果：前原孝
- 美術監修：多田喜久子
- 背景：イメージルーム・ジロー
- 撮影：横山幸太郎、相沢健四郎、武川昌志、横山正彦
- 編集：三木幸子、中野ちひろ
- 現像・ビデオ編集：東京現像所
- リスワーク：マキ・プロ
- 音楽：神保正明、山本正之
- 録音演出：水本完
- 効果：加藤昭二（アニメサウンドプロダクション）
- 調整：西澤規夫、成田一明
- 録音制作：ザックプロモーション
- 録音スタジオ：整音スタジオ
- 制作デスク：イビラタカヤ
- 制作進行：渡部明弘
- 制作事務：西尾美子
- アニメーションプロデューサー：吉田昇一
- アニメーション制作：竜の子プロダクション

## 声の出演
- ドクロベエ：滝口順平
- オジャママン4号：山本正之

## 主題歌
「ボカンと一発!ドロンボー」
作詞・作曲：山本正之 編曲：神保正明 歌：山本まさゆき コーラス：ピンク・ピッギーズ